# تری‌آزولوبنزودیازپین

ساختار شیمیایی آلپرازولام، یک تری‌آزولوبنزودیازپین متداول

تریازولوبنزودیازپین‌ها (TBZD) دسته ای از داروهای مشتق شده از بنزودیازپین (BZD) هستند. از نظر شیمیایی، آن‌ها با داشتن یک حلقه تریازول متصل شده اضافی با سایر بنزودیازپین‌ها متفاوت هستند.
داروهای این دسته عبارتند از:
- آدینازولام
- آلپرازولام
- Clonazolam
- استازولام
- Flualprazolam
- Flubromazolam
- Flunitrazolam
- Nitrazolam
- Pyrazolam
- تریازولام
- Zapizolam

## سنتز
سنتز ۱-متیل‌تری‌آزولوبنزودیازپین‌ها (نوع آلپرازولام) با گرم کردن ۴٬۱-بنزودیازپین-۲- تیون‌ها با هیدرازین و استیک اسید در n- بوتانول تحت ریفلاکس امکان پذیر است.